# Косничу де Сус (Салаж)
Косничу де Сус (рум. Cosniciu de Sus) насеље је у Румунији у округу Салаж у општини Ип. Oпштина се налази на надморској висини од 214 m.

## Становништво
Према подацима из 2002. године у насељу је живело 385 становника, од којих су сви румунске националности.